# Heinrich Grund

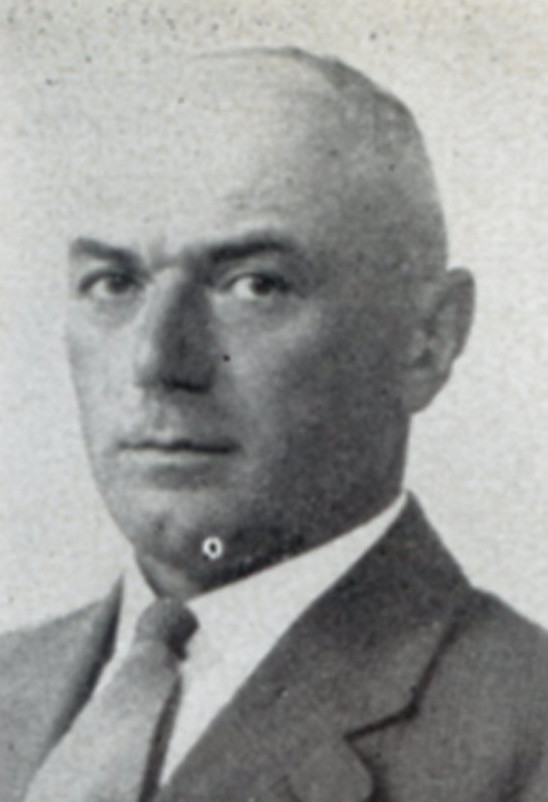
Heinrich Grund, um 1933

Heinrich Grund (* 5. April 1892 in Mäusdorf; † 24. Oktober 1948 ebenda) war ein deutscher Landwirt und Politiker (NSDAP). 

## Leben und Wirken
Heinrich Grund wurde als Sohn eines Landwirts geboren. Nach dem Besuch der Volksschule in Kocherstetten arbeitete er auf dem Hof seiner Eltern.
1912 trat er in die kaiserliche Armee ein. Als Angehöriger eines Artillerie-Regiments nahm er von 1914 bis 1918 am Ersten Weltkrieg teil, in dem er zweimal verwundet wurde.
Nach seiner Entlassung aus der Armee im Januar 1919, im Rang eines Vizewachtmeisters, arbeitete Grund erneut in der Landwirtschaft. 1922 übernahm er den Betrieb seines Vaters in Mäusdorf, den er bis zu seinem Tod führte.
Anfang 1931 trat Grund in die NSDAP ein (Mitgliedsnummer 467.532). Von Juli 1932 bis November 1933 saß Grund als Abgeordneter für seine Partei im Reichstag, in dem er den Wahlkreis 31 (Württemberg) vertrat.
1933 wurde er Mitglied des Deutschen Reichsbauernrates.